# Nécropole de Dugo polje
La nécropole de Dugo polje se trouve en Bosnie-Herzégovine, dans le parc naturel de Blidinje et dans la municipalité de Jablanica. Elle abrite 150 stećci, un type particulier de tombes médiévales. Elle est inscrite sur la liste des monuments nationaux de Bosnie-Herzégovine et fait partie des 22 sites avec des stećci proposés par le pays pour une inscription au patrimoine mondial de l'UNESCO.